# Teen Angel
Teen Angel est une série télévisée d'animation américaine en dix-sept épisodes de 22 à 24 minutes, diffusée entre le 26 septembre 1997 et le 13 février 1998 sur ABC.

## Fiche technique
Sauf indication contraire, les informations mentionnées dans cette section peuvent être confirmées par la base de données cinématographiques IMDb,  présente dans la section « Liens externes ».
- Titre original : Teen Angel
- Réalisation : Mark Cendrowski, Andy Cadiff, Gary Halvorson et Brian K. Roberts
- Scénario Buena Vista Television : Al Jean, Mike Reiss, Steve Leff, Michael Price, Bill Freiberger, Mark Gordon et Larry Wilmore
- Photographie : Donald A. Morgan et Charles R. Conkilin Jr.
- Musique : Jeff Rona
- Casting : Lisa London, Catherine Stroud et Bonita Pietila
- Montage : John Neal
- Décors : Robin Royce
- Production : Brian J. Cowan
  - Producteur associé : Myron Lee Nash
  - Producteur consultant : Larry Wilmore, Steve Pepoon et Nell Scovell
  - Producteur délégué : Bob Bendetson, Al Jean et Mike Reiss
  - Producteur superviseur : Bill Freiberger
- Sociétés de production : Spooky Magic Productions et Touchstone Television
- Société de distribution : Buena Vista Television
- Chaîne d'origine : ABC
- Pays d'origine :  États-Unis
- Langue originale : anglais
- Genre : Fantastique
- Durée : 22 à 24 minutes

## Distribution

### Acteurs principaux
- Mike Damus : Marty DePolo
- Corbin Allred : Steve Beauchamp
- Ron Glass : Rod
- Maureen McCormick : Judy Beauchamp
- Tommy Hinkley : Casey Beauchamp
- Jordan Brower : Jorden Lubell
- Conchata Ferrell : Tante Pam
- Jerry Van Dyke : Jerry Beauchamp

### Acteurs secondaires et invités
- Maurice LaMarche : Principal Crawford
- Mark Metcalf : Roderick Nitzke
- Kevin Michael Richardson : Coach Fortner
- Aaron Lohr : Kyle
- Zachery Ty Bryan : lui-même
- Robert Costanzo : Oncle Lou
- Tim Curry : Frog
- Melissa Joan Hart : Sabrina Spellman
- Isabel Sanford : Laurie
- Dee Snider : Sammy Noah
- Marcia Wallace : Angela
- Shari Albert : Diane
- Nick Bakay : Salem Saberhagen
- David Graf : Lenny
- Yeardley Smith : Miss Gross
- Thom Sharp : Dr Handy
- Beverly Garland : Grand-mère
- Jill Ritchie : la cheerleader
- Brian Poth : Steve
- Nick Jameson : un présentateur
- Beth Broderick : Zelda Spellman
- Paul Winfield

## Épisodes
1. Marty Buys the Farm
2. Date With an Angel
3. Sings Like an Angel
4. Wrestling With an Angel
5. Honest Abe and Popular Steve
6. I Love Nitzke
7. One Dog Night
8. Jeremiah was a Bullfrog
9. Feather's Day
10. Steve & Marty & Jordan & Uncle Lou
11. Living Doll
12. Grumpy Young Men
13. Who's the Boss
14. The Play's the Thing
15. Back to DePolo
16. The Un-Natural
17. Look Ma, No Face